# Mateu d'Edessa

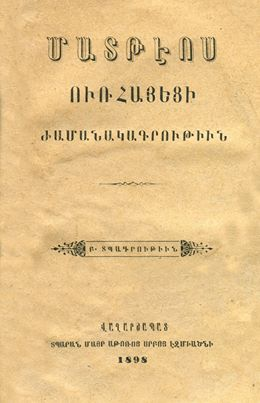
Crònica de Mateu d'Edessa.

Mateu d'Edessa (vers 1070 – després 1137) fou un monjo i historiador armeni que va escriure una història d'Armènia, Síria i altres regions que va del 942 al 1132 i fou continuada per Guillem el monjo. Va morir després de 1137. L'historiador Michel Tchamitch va suposar, al seu llibre Histoire d'Arménie (1789) sense gaire fonament, que hauria mort el 1144 a la massacre de la ciutat d'Edessa després de la conquesta per Imad-ad-Din Zengi.
No és clar si el seu epítet «d'Edessa» indica la ciutat on van néixer o la ciutat on va viure la major part de la seva vida, el nom del monestir on vivia tampoc és conegut. La única font d'informació biogràfica són unes escasses notes personals a la mateixa crònica.